# Carennac
Carennac är en kommun i departementet Lot i regionen Occitanien i södra Frankrike. Kommunen ligger i kantonen Vayrac som tillhör arrondissementet Gourdon. År 2022 hade Carennac 426 invånare.

## Befolkningsutveckling
Antalet invånare i kommunen Carennac
| Referens: INSEE |